# Pseudostilpnaspis belizensis
Pseudostilpnaspis belizensis là một loài bọ cánh cứng trong họ Chrysomelidae. Loài này được Borowiec miêu tả khoa học năm 2008.